# Erëleta Memeti
Erëleta Memeti (Schwäbisch Hall, 1999. június 30. –) koszovói labdarúgó, aki középpályásként játszik a német TSG Hoffenheim csapatában. A koszovói női válogatott tagja, amellyel részt vett a női Európa-bajnokság 2021-es selejtezőjében.
Karrierjét a VfL Sindelfingen csapatában kezdte, majd a VfL Wolfsburg II és az SC Freiburg után 2022-ben igazolt a TSG Hoffenheim gárdájához.
2025. április 23-án elfogadta az Eintracht Frankfurt kétéves szerződésajánlatát.
Memeti gyorsaságáról, cselezőképességéről és gólérzékenységéről ismert.

## Sikerei, díjai

### Egyéni
- Az év játékosa (1): 2023[2]